# 西向田町
西向田町（にしむこうだちょう）は、鹿児島県薩摩川内市の町。旧川内市西向田町。郵便番号は895-0027。人口は253人、世帯数は137世帯（2020年10月1日現在）。西向田町の全域で住居表示を実施している。

## 地理

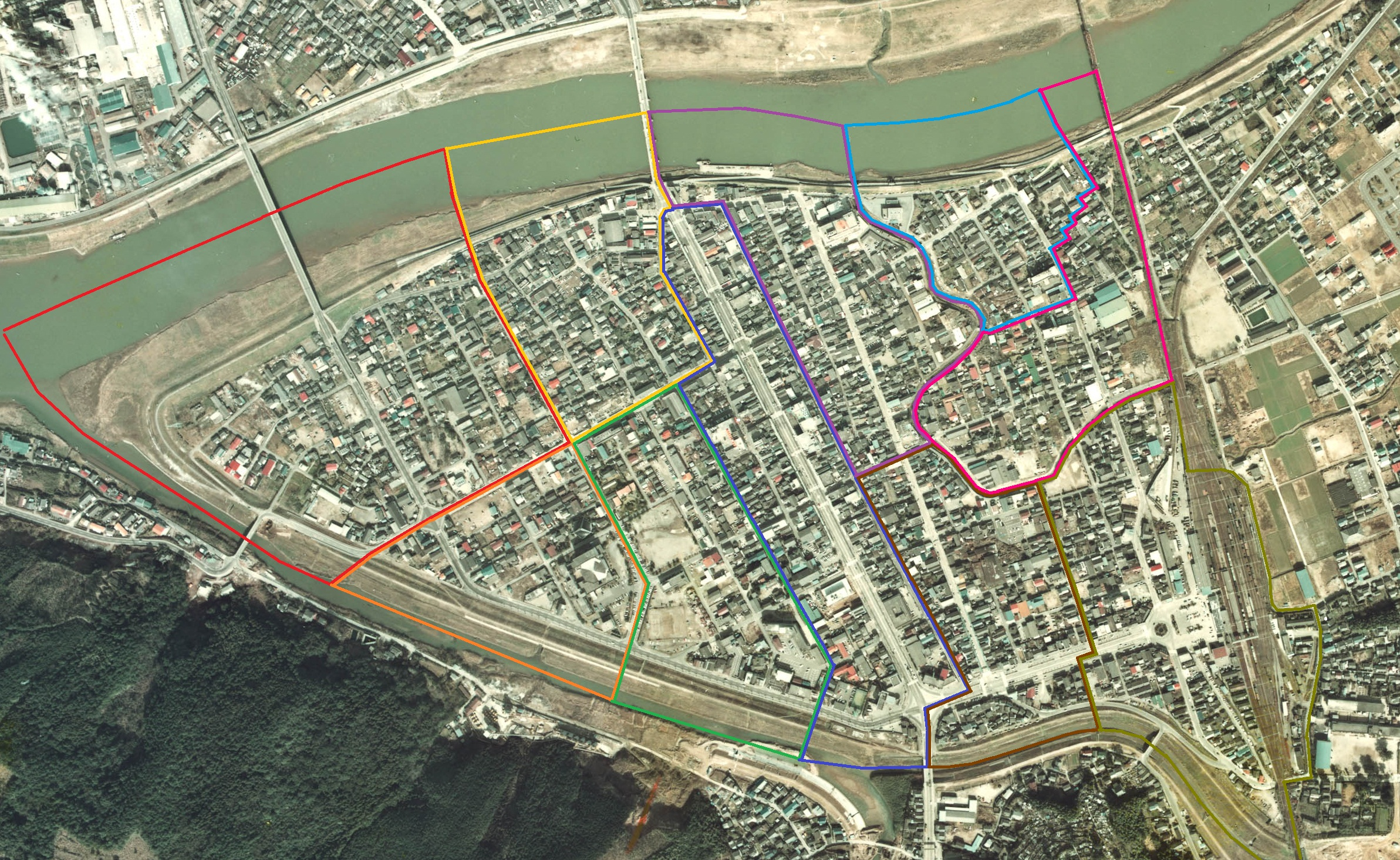
地図上の青色の区域が西向田町の区域となっている。

薩摩川内市の西部、川内川と隈之城川に挟まれた地点に位置している。字域の北方から東方にかけて向田本町、東方は東向田町、南方は向田町、冷水町、西方は神田町、東開聞町に接している。
中央部を南北に国道3号が通り、沿線に商店街が形成されている。南部には川内駅交差点より鹿児島県道42号川内加治木線が西方へ通っており、北部には向田交差点を中心に鹿児島県道43号川内串木野線が西方に、鹿児島県道394号山崎川内線が東方に通っている。
1881年（明治14年）には高城郡、出水郡、伊佐郡、薩摩郡、甑島郡の5郡の郡役場が置かれていた。

## 歴史
1965年（昭和40年）4月1日に向田町及び冷水町の一部の区域において住居表示に関する法律に基づき街区方式による住居表示が実施されることとなった。それに伴い同日付で町名・地番の変更が行われ川内市向田町及び冷水町の各一部より分割され、川内市の町名「西向田町」として設置された。
2004年（平成16年）10月12日に川内市、東郷町、入来町、祁答院町、樋脇町、下甑村、上甑村、鹿島村、里村が新設合併し薩摩川内市が設置された。この市町村合併に伴い設置された法定合併協議会において川内市の町・字については「現行通りとする。」と協定されたため、名称の変更は行われずに薩摩川内市の町となった。

### 町域の変遷
| 変更後           | 変更年             | 変更前         |
| ---------------- | ------------------ | -------------- |
| 西向田町（新設） | 1965年（昭和40年） | 向田町（一部） |
| 西向田町（新設） | 1965年（昭和40年） | 冷水町（一部） |

## 人口
以下の表は国勢調査による小地域集計が開始された1995年以降の人口の推移である。
| 年                 | 人口 |
| ------------------ | ---- |
| 1995年（平成7年）  | 566  |
| 2000年（平成12年） | 452  |
| 2005年（平成17年） | 449  |
| 2010年（平成22年） | 371  |
| 2015年（平成27年） | 339  |
| 2020年（令和2年）  | 253  |

## 施設

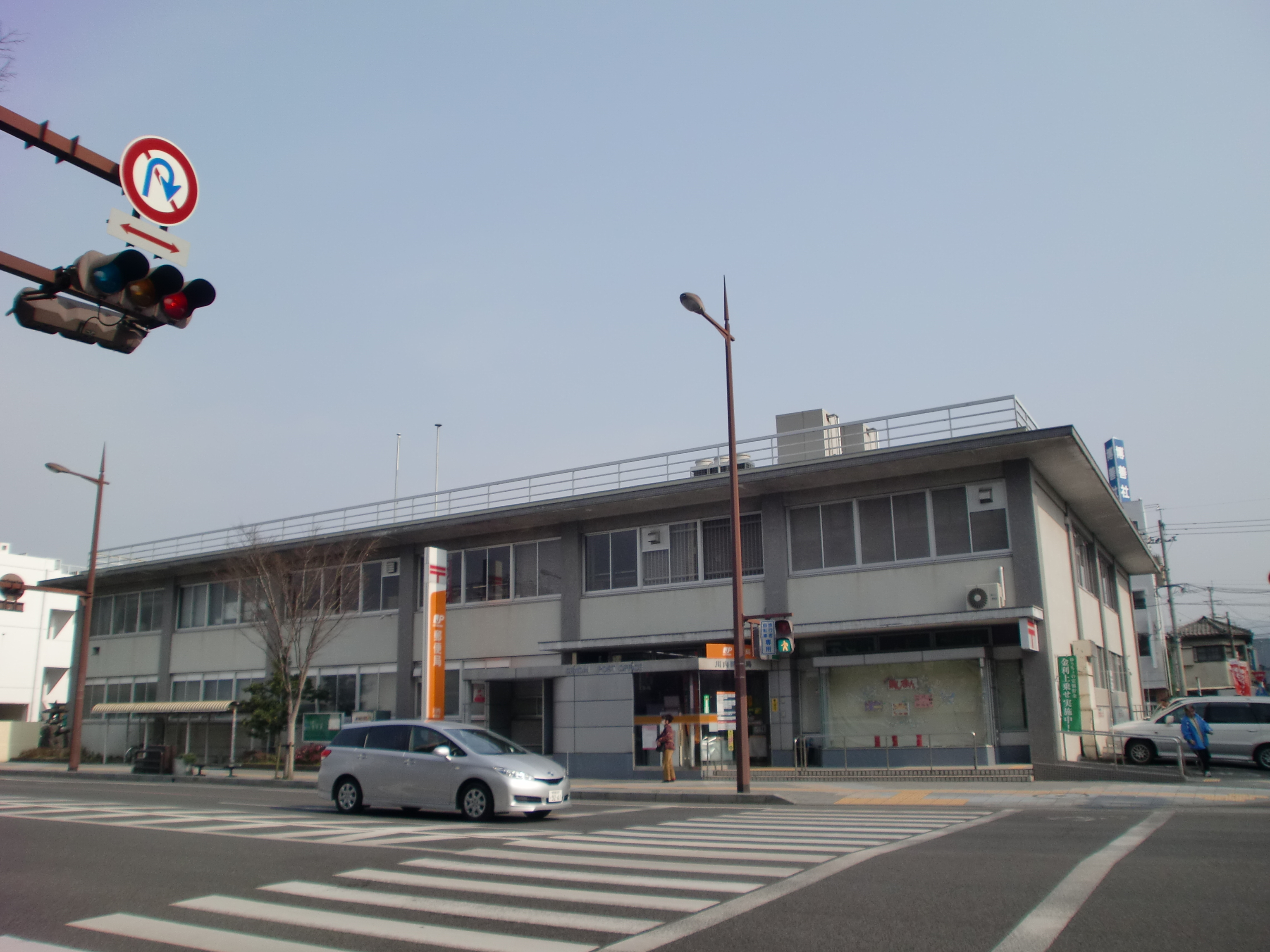
川内郵便局

### 公共
- 鹿児島県警察薩摩川内警察署川内中央交番[17]
- 薩摩川内市産業支援センター[18]
- 地域子育て支援センターおいでおいで[19]

### 郵便局
- 川内郵便局[20]

### 商業
- 川内山形屋

## 小・中学校の学区
市立小・中学校の学区（校区）は以下の通りである。
| 町丁     | 番地 | 小学校                 | 中学校                     |
| -------- | ---- | ---------------------- | -------------------------- |
| 西向田町 | 全域 | 薩摩川内市立川内小学校 | 薩摩川内市立川内中央中学校 |

## 交通

### 道路
一般国道
- 国道3号

主要地方道
- 鹿児島県道42号川内加治木線
- 鹿児島県道43号川内串木野線

一般県道
- 鹿児島県道394号山崎川内線